# Amairo no Kami no Otome
«Amairo no Kami no Otome» (亜麻色の髪の乙女?) es el sencillo n.º 7 de la cantante japonesa Hitomi Shimatani, lanzado al mercado el 9 de mayo de 2002 bajo el sello avex trax.

## Detalles
Canción cover del tema original de 1968 de la banda japonés Village Singers, este es el sencillo de Hitomi Shimatani que ha alcanzado mejores ventas de toda su carrera, alcanzando la posición peak en Oricon del puesto n.º 4 y llegando a vender 370 mil copias aproximadamente. Sin duda es uno de los temas más populares de la cantante, y ha sido incluido prácticamente en cada uno de conciertos realizados desde el 2002 en adelante. Una versión alternativa de la canción llamada Amairo no Kami no Otome ~Full Ukulele Version~ fue incluida en el sencillo "Amairo Maxi", y otra versión llamada Winter Acapella Version también fue incluida en el miniálbum navideño "Poinsettia ~Amairo Winter Memories~". En el año 2006 fue clasificada como la canción perteneciente a una mujer más cantada en los centros de karaoke de Japón de ese año.

## Canciones
1. «Amairo no Kami no Otome» (亜麻色の髪の乙女?)
2. «Ashita to Kyou no Aida» (明日と今日のあいだ?)
3. «Amairo no Kami no Otome» (亜麻色の髪の乙女?) (Instrumental)
4. «Ashita to Kyou no Aida» (明日と今日のあいだ?) (Instrumental)

- Datos: Q4739163